# Aphelops
Aphelops is een geslacht van uitgestorven neushoorns. Dit dier leefde tijdens het Mioceen en Plioceen op het Amerikaanse continent.

## Fossiele vondsten
Fossielen van Aphelops zijn gevonden op meerdere locaties in de Verenigde Staten en in de Culebra-kloof in Panama.

## Uiterlijk en leefwijze
Aphelops had het formaat van een hedendaagse zwarte neushoorn, maar was wel slanker gebouwd met langere poten. Het was een hoornloze neushoorn. Op basis van het gebit kan geconcludeerd worden dat Aphelops een bladeter was.